# The Addams Family (flipperspel)
The Addams Family är det bäst säljande flipperspelet genom tiderna (augusti 2008), med 20 270 sålda exemplar. Skapat av Midway och utgivet i mars 1992. Flipperspelet är baserat på filmen från 1991 med samma namn och innehåller röster från två skådespelare ur filmen, Raul Julia och Anjelica Huston.

### Fotnoter
1. ↑  Seth Porges (4 augusti 2008). ”Top 8 Most Innovative Pinball Machines of All Time” (på engelska). Popular Mechanics. http://www.popularmechanics.com/technology/a3461/4276614/. Läst 2 november 2016.